# Коламбайн-Веллі (Колорадо)
Коламбайн-Веллі (англ. Columbine Valley) — місто (англ. town) в США, в окрузі Арапаго штату Колорадо. Населення — 1502 особи (2020).

## Географія
Коламбайн-Веллі розташований за координатами 39°35′58″ пн. ш. 105°1′56″ зх. д. / 39.59944° пн. ш. 105.03222° зх. д. (39.599579, -105.032291).  За даними Бюро перепису населення США в 2010 році місто мало площу 2,69 км², з яких 2,65 км² — суходіл та 0,04 км² — водойми.

## Демографія
Згідно з переписом 2010 року, у місті мешкало 1256 осіб у 491 домогосподарстві у складі 421 родини. Густота населення становила 467 осіб/км².  Було 530 помешкань (197/км²).
Расовий склад населення:
| - 95,3 % — білих - 1,5 % — азіатів - 0,7 % — чорних або афроамериканців - 0,4 % — корінних американців |

До двох чи більше рас належало 1,5 %. Частка іспаномовних становила 2,1 % від усіх жителів.
За віковим діапазоном населення розподілялося таким чином: 21,1 % — особи молодші 18 років, 56,6 % — особи у віці 18—64 років, 22,3 % — особи у віці 65 років та старші. Медіана віку мешканця становила 52,5 року. На 100 осіб жіночої статі у місті припадало 98,7 чоловіків;  на 100 жінок у віці від 18 років та старших — 97,4 чоловіків також старших 18 років.
Середній дохід на одне домашнє господарство  становив 182 877 доларів США (медіана — 125 208), а середній дохід на одну сім'ю — 203 408 доларів (медіана — 151 500). Медіана доходів становила 107 500 доларів для чоловіків та 71 250 доларів для жінок. За межею бідності перебувало 1,8 % осіб, у тому числі 0,0 % дітей у віці до 18 років та 1,9 % осіб у віці 65 років та старших.
Цивільне працевлаштоване населення становило 467 осіб. Основні галузі зайнятості: науковці, спеціалісти, менеджери — 26,3 %, фінанси, страхування та нерухомість — 14,1 %, освіта, охорона здоров'я та соціальна допомога — 12,8 %.